# Hans-Werner Kraus
Hans-Werner Kraus (* 25. Juli 1915 in Beulwitz; † 25. Mai 1990 in Wangen) war ein deutscher Marineoffizier, zuletzt im Rang eines Kapitänleutnants der Kriegsmarine, im Zweiten Weltkrieg.

## Ausbildung und Vorkriegsjahre
Kraus trat am 8. April 1934 als Seeoffiziersanwärter der Reichsmarine bei und wurde dort der 2. Kompanie der II. Schiffstammabteilung der Ostsee in Stralsund zugeteilt. Dort absolvierte er seine infanteristische Grundausbildung.  Anschließend nahm Kraus ab dem 30. März 1935 an der Marineschule Mürwik einen Fähnrichslehrgang auf, wo er am 1. Juli 1935 zum Fähnrich zur See ernannt wurde.  Seine Infanterieausbildung beendete er ebenfalls im Juli 1936 bei der 3. Kompanie der II. Schiffsstammabteilung. Seine zwei Navigationsbelehrungsfahrten hatte Kraus zuvor schon im August 1935 beziehungsweise Februar 1936 an Bord der Poseidon und des Tenders Hecht erfolgreich absolviert.
Nach der Beendigung seines Fähnrichs-Lehrgangs erfolgte Kraus's Versetzung zum Leichten Kreuzer Königsberg, wo er seine Bordausbildung abschloss. Mit der Königsberg war Kraus von November 1936 bis Januar 1937 an Küstensicherungsfahrten im Rahmen des Spanischen Bürgerkriegs beteiligt, wo er bereits am 31. Dezember 1936 zum Oberfähnrich zur See befördert wurde. Am 16. April 1937 wurde er zum Leutnant zur See ernannt. Nach seiner Rückkehr nach Deutschland absolvierte Kraus bis Juli 1937 zunächst einen Fla-Leiterlehrgang sowie einen Lehrgang für Signal-Offiziere. Danach kehrte er zur Königsberg zurück und war anschließend bis Mitte März 1938 als Fla-Maschinen-Waffen-Offizier eingesetzt. Am 14. März 1938 wechselte Kraus als Kompanieoffizier an die Fla- und Küstenartillerieschule Wilhelmshaven.

## Zweiter Weltkrieg
Feindfahrten
U 47
1. 11. März 1940 bis 29. März 1940 als I. W.O.
2. 3. April 1940 bis 26. April 1940 als I. W.O.
3. 3. Juni 1940 bis 6. Juli 1940 als I. W.O.
4. 25. August 1940 bis 26. September 1940 als I. W.O.
5. 15. Oktober 1940 bis 23. Oktober 1940 als I. W.O.

U 83
1. 26. Juli 1941 bis 9. September 1941
2. 28. September 1941 bis 31. Oktober 1941 (1 Schiff mit 2.044 BRT versenkt)
3. 11. Dezember 1941 bis 30. Dezember 1941
4. 12. Februar 1942 bis 24. Februar 1942
5. 10. März 1942 bis 21. März 1942 (1 Schiff mit 2.590 BRT versenkt)
6. 4. Mai 1942 bis 30. Mai 1942
7. 4. Juni 1942 bis 20. Juni 1942 (4 Schiffe mit 597 BRT versenkt)
8. 6. August 1942 bis 20. August 1942 (1 Schiff mit 5.875 BRT versenkt)

U 199
1. 13. Mai 1943 bis 31. Juli 1943 (2 Schiffe mit 4.181 BRT versenkt)

Am 2. Oktober 1939, inzwischen mit Wirkung zum 6. April 1939 zum Oberleutnant zur See ernannt, erfolgte Kraus's Wechsel zur U-Boot-Waffe, wo er zugleich einen U-Lehrgang sowie einen U-Nachrichtenlehrgang aufnahm. Danach wurde er am 2. Januar 1940 I. Wachoffizier an Bord von U 47 unter dem Kommando von Günther Prien. Mit U 47 war Kraus an insgesamt fünf Feindfahrten in der Nordsee, vor der norwegischen Küsten sowie im Nordatlantik und der Biskaya beteiligt. Im November 1940 verließ Kraus U 47 und nahm an einem Kommandantenlehrgang bei der 24. U-Flottille teil, um anschließend am 6. Januar 1941 zur Baubelehrung für das im Bau befindliche U 83 delegiert zu werden. Am 8. Februar 1941 wurde er zu dessen erstem Kommandanten ernannt.
Auf acht Feindfahrten im Nordatlantik sowie im Mittelmeer konnten sieben Schiffe mit 10.106 BRT versenkt werden. Hierfür wurde ihm am 19. Juni 1942 das Ritterkreuz des Eisernen Kreuzes verliehen. In der damaligen Begründung zum Ritterkreuz wurde allerdings die Versenkung von fünf Schiffen mit ca. 19.000 BRT angegeben. Das Ritterkreuz sollte nach den Verleihrichtlinien eigentlich erst für eine Versenkung von mehr als 100.000 BRT Schiffsraum vergeben werden, eine Vorgabe, die Kraus klar nicht erfüllte. Die Verleihung entsprach aber der damaligen Marinepraxis, deren Ziel es war, der Öffentlichkeit mehr erfolgreiche U-Boot-Kommandanten präsentieren zu können.
Im September 1942 gab Kraus das Kommando von U 83 ab und wurde ab 20. Oktober 1942 vorübergehend im Geschäftsbereich des Befehlshabers der Unterseeboote „zur Verfügung“ gehalten. Nach der Beförderung zum Kapitänleutnant am 1. November erfolgte am 2. November die Delegierung zur Baubelehrung für U 199, dessen Kommandant Kraus am 28. November 1942 wurde. Anschließend war das Schiff bis 30. April 1943 auf Erprobungsfahrt und lief am 13. Mai 1943 zu seiner ersten und letzten Feindfahrt Richtung Brasilien in den Südatlantik aus. Am 31. Juli 1943 wurde U 199 vor Rio de Janeiro von zwei brasilianischen sowie einem US-Aufklärungsflugzeug gesichtet und versenkt, wobei 49 Besatzungsmitglieder starben. Nur Kraus sowie elf Mann seiner Besatzung konnten gerettet werden und gerieten zunächst in brasilianische Kriegsgefangenschaft. Später wurden sie den US-Behörden übergeben und in Crossville, später Camp Papago Park interniert. Dort gelang Kraus, seinem II. Wachoffizier sowie 22 weiteren Gefangenen, darunter Friedrich Guggenberger, die Flucht. Am 2. Januar 1945 musste Kraus aufgrund einer Erkrankung seines II. Wachoffiziers die Flucht bei Casa Grande abbrechen und stellte sich wenig später den amerikanischen Behörden. Am 22. Mai 1946 wurde Kraus aus der Kriegsgefangenschaft entlassen und kehrte nach Deutschland zurück.

## Auszeichnungen
- Eisernes Kreuz (1939) II. und I. Klasse am 8. Juli 1940 bzw. 28. September 1940
- Italienische Tapferkeitsmedaille am 18. März 1942 (als einer von zwei Deutschen)
- Ritterkreuz des Eisernen Kreuzes am 19. Juni 1942[1]